# 维肯罗特
维肯罗特是德国莱茵兰-普法尔茨州的一个市镇。总面积5.27平方公里，总人口169人，其中男性86人，女性83人（2011年12月31日），人口密度32人/平方公里。